# Torry Holt
Torrance "Torry" Jabar Holt (født 5. juni 1976 i North Carolina, USA) er en tidligere amerikansk footballspiller, der spillede i NFL som wide receiver. Han spillede gennem sin 11 år lange karriere for St. Louis Rams og Jacksonville Jaguars.